# Pietro Omodei Zorini
Pietro Omodei Zorini (né en 1893 dans un lieu inconnu et mort le 26 février 1974 à Novare) est un joueur de football italien qui jouait en tant que milieu de terrain, ainsi qu'un arbitre et un  avocat.

## Biographie
En 1908, Pietro (appelé aussi Piero selon certaines sources) fait partie des fondateurs du Football Association Studenti Novara, l'actuel Novare Calcio, avec qui il joue durant les premières années du championnat italien, jusqu'en 1912-1913.
Avocat de formation, Pietro Omodei Zorini joue ensuite sous les couleurs bianconere du FBC Juventus le 12 octobre 1913 contre le Racing Club Libertas de Milan, match qui se solde par une victoire 3-1. Sa dernière partie, a quant à elle, lieu le 14 décembre 1919 contre l'Amatori Torino (victoire 3 buts à 1).
Entre 1913 et 1920, il inscrit finalement un but en 34 matchs.
Mais Omodei Zorini était également arbitre, président de l'ULIC (Unione Libera Italiana del Calcio) jusqu'en 1933, membre de la cour de justice fédérale de la FIGC en 1945, membre de la Lega Nazionale jusqu'en 1955 et enfin aux prud'hommes de la FIGC.

## Palmarès
Juventus
- Championnat d'Italie :
  - Vice-champion : 1919-20.